# Anaid Iplicjian
Anaid Iplicjian (* 24. Oktober 1935 in Berlin) ist eine deutsche Schauspielerin.

## Leben
Iplicjian, Tochter armenischer Eltern, wuchs am Mondsee in Österreich auf. Sie besuchte auf Wunsch der Eltern zunächst eine Modeschule. Im Anschluss daran ließ sie sich am Salzburger Mozarteum zur Schauspielerin ausbilden. Ihre erste Verpflichtung führte sie 1953 ans Stadttheater Klagenfurt. 1955 ging sie für eine Spielzeit an die Vereinigten Bühnen Graz, von 1957 bis 1959 war sie fest am Staatstheater Wiesbaden engagiert. 1960 wechselte sie nach München, um an den dortigen Kammerspielen aufzutreten. In München erhielt sie auch ihr erstes Angebot für einen Kinofilm, nämlich Eine Frau fürs ganze Leben. Dennoch blieb das Theater ihr Hauptbetätigungsfeld.
Nach ihrem Engagement am Landestheater Hannover (1966–1971) war Iplicjian ab 1971 als freischaffende Schauspielerin tätig. Sie spielte am Theater am Dom in Köln, am Fritz Rémond Theater in Frankfurt am Main, bei den Bad Hersfelder Festspielen, am Ernst-Deutsch-Theater in Hamburg, an der Komödie München, am Theater in der Josefstadt und am Volkstheater Wien und sehr häufig am Theater am Kurfürstendamm und an der Komödie in Berlin. Außerdem unternahm sie eine Reihe von Schauspieltourneen.
Iplicjian moderierte den Eurovision Song Contest 1957. Im Jahr darauf präsentierte sie die Deutsche Vorentscheidung zum Eurovision Song Contest 1958 in Dortmund. Später wirkte sie in verschiedenen Fernsehspielen und Serien mit. Bekannt ist Iplicjian auch aus der Kinder- und Jugendserie Der Trotzkopf (1983) mit Anja Schüte und der Krimireihe Kommissar Klefisch mit Willy Millowitsch und Dietmar Bär. Seit 2000 zog sich Anaid Iplicjian mehr und mehr zurück; 2004 war sie in einer Episode der Serie SOKO 5113 zu sehen. 2009 spielte sie die Rolle der Tante Sophia in der Donna-Leon-Verfilmung Wie durch ein dunkles Glas.
1972 wurde sie mit dem Hersfeld-Preis ausgezeichnet. In Anerkennung ihrer besonderen Verdienste um die Schauspielkunst erhielt sie 1990 den Curt-Goetz-Ring.
Anaid Iplicjian ist mit dem Regisseur Herbert Kreppel (* 1934) verheiratet.

## Bühnenrollen
Iplicjian spielte unter anderem folgende Bühnenrollen: Olivia in Was ihr wollt, Anna in dem Lustspiel Das Glas Wasser, die Titelrolle in der Komödie Cyprienne von Victorien Sardou, die Titelrolle in der Komödie Mirandolina von Carlo Goldoni, Alkmene in Amphitryon, die Titelrolle in Hedda Gabler, die Titelrolle in Die Gräfin von Rathenow von Hartmut Lange, Beatrice in Was ihr wollt, Titania und Hippolyta in Ein Sommernachtstraum, Alexandra in der Komödie Der Schwan von Ferenc Molnár, Johanna in Die Eingeschlossenen von Altona von Jean-Paul Sartre, Lady Chiltern in Ein idealer Gatte, Arkadina in Die Möwe und Maria Callas in Meisterklasse von Terrence McNally.
Im Bereich des Boulevardtheaters trat sie unter anderem in der Komödie Plaza Suite von Neil Simon (mit Hans-Joachim Kulenkampff, Helmuth Lohner und Harald Juhnke als Partner) und in Halbe Wahrheiten von Alan Ayckbourn auf.

## Auszeichnungen
- 1972: Hersfeld-Preis[1]
- 1990: Curt-Goetz-Ring in Anerkennung ihrer besonderen Verdienste um die Schauspielkunst.

## Filmografie (Auswahl)
- 1960: Eine Frau fürs ganze Leben
- 1961: Die Stunde, die du glücklich bist
- 1964: Wölfe und Schafe
- 1964: Tonio Kröger
- 1964: Nachtzug D 106
- 1965: Verhör am Nachmittag
- 1972: Eine Tote soll ermordet werden
- 1972: Der Kommissar – Blinde Spiele
- 1975: Sonderdezernat K1 – Doppelspiel
- 1975: Derrick – Paddenberg
- 1978: Der Alte – Erkältung im Sommer
- 1980: Derrick – Eine unheimlich starke Persönlichkeit
- 1981: Das Traumschiff: Dominikanische Republik
- 1983: Das Traumschiff: Kenia
- 1983: Der Trotzkopf
- 1984: Derrick – Das Mädchen in Jeans
- 1985: Ein Fall für zwei – Schwarze Zahlen
- 1989: Kommissar Klefisch – Ein Fall für Onkel
- 1992: Derrick – Ein merkwürdiger Privatdetektiv
- 1992: Die große Freiheit (Fernsehserie)
- 1993: Der große Bellheim
- 1993: Glückliche Reise – Portugal
- 1994: Rosamunde Pilcher – Karussell des Lebens
- 1997: Kommissar Schimpanski
- 2000–2003: Bei aller Liebe
- 2000: Altweibersommer
- 2001: Rosamunde Pilcher – Küste der Träume
- 2001: Tatort – Tot bist Du!
- 2003: Schlosshotel Orth – Junge Liebe
- 2003: Das bisschen Haushalt
- 2004: SOKO 5113 – Tot in der Presse
- 2009: Donna Leon – Wie durch ein dunkles Glas (Fernsehreihe)